# Ana Tramel. El juego
Ana Tramel. El juego és una sèrie de televisió espanyola original de Televisió Espanyola basada en la novel·la de Roberto Santiago «Ana». El reapartiment de la sèrie està conformat per Maribel Verdú, Natalia Verbeke, Israel Elejalde, Luis Bermejo, Unax Ugalde i María Zabala. La sèrie està dirigida per Salvador García Ruiz i Gracia Querejeta.

## Sinopsi
La sinopsi oficial de la sèrie segons els seus directors és: «Ana Tramel és una brillant advocada penalista que viu les seves hores més baixes. Una crida del seu germà Alejandro, al qual fa anys que no veu, li fa posar-se de nou en marxa: ha estat acusat d'assassinar al director del casino Gran Castella. Envoltada d'un petit equip de confiança, s'haurà d'enfrontar a una enorme corporació de la indústria del joc».

## Repartiment

### Principals
- Maribel Verdú com Ana Tramel Hidalgo
- Natalia Verbeke com Concha Andújar
- Israel Elejalde com Santiago Moncada
- Luis Bermejo com Eme
- Unax Ugalde com Alejandro Tramel Hidalgo
- María Zabala com Sofía Delgado

### Secundaris
- Yulia Demoss com Helena Vasilieva
- Bruno Sevilla com Gerardo
- Pepa Pedroche com Ronda
- José Juan Rodríguez
- Ekai Tabar com Martín Tramel
- Víctor Clavijo com Gabriel Brandariz
- Biel Montoro com Andrés Admira
- Juanma Cifuentes com Friman
- Elvira Mínguez com Laura Resano
- Tomás del Estal com Emiliano Santonja
- Carlos Olalla com Bernardo Menéndez Pons
- Nancho Novo com Ginés Iglesias
- Manu Hernández com Jutge

amb la col·laboració especial de
- Pau Durà com Felipe Rivas
- Joaquín Climent com Jordi Barver
- Ismael Martínez com Ramiro
- Joaquín Notario com Ignacio Cimadevilla

### Episòdics
- Julio Vélez com Aarón Freire
- Stephanie Gil com Jimena
- Alejandra Howard com Ana nena
- Beka Lemonjava com Sebastián Vasilev

## Temporades i audiències
| Temporada | Temporada | Cadena | Episodis | Emissió Original       | Emissió Original     | Audiència mitjana | Audiència mitjana | Audiència mitjana |
| Temporada | Temporada | Cadena | Episodis | Primera Emissió        | Última Emissió       | Espectadors       | Quota             | Lineal + diferit  |
| --------- | --------- | ------ | -------- | ---------------------- | -------------------- | ----------------- | ----------------- | ----------------- |
|           | 1         | La 1   | 6        | 21 de setembre de 2021 | 19 d'octubre de 2021 | 884.000           | 7,2%              | 1.148.000         |

## Capítols
| Núm. (sèrie) | Títol         | Direcció             | Guió                             | Data d'emissió         | Audiència        |
| ------------ | ------------- | -------------------- | -------------------------------- | ---------------------- | ---------------- |
| 1            | «La apuesta»  | Salvador García Ruíz | Roberto Santiago                 | 21 de setembre de 2021 | 1 259 000 (9,3%) |
| 2            | «La demanda»  | Salvador García Ruíz | Ángela Armero                    | 21 de setembre de 2021 | 887 000 (9,5%)   |
| 3            | «Fantasmas»   | Gracia Querejeta     | Roberto Santiago y Ángela Armero | 28 de setembre de 2021 | 797 000 (6,2%)   |
| 4            | «La traición» | Gracia Querejeta     | Roberto Santiago y Ángela Armero | 5 d'octubre de 2021    | 808 000 (6,2%)   |
| 5            | «La sangre»   | Salvador García Ruiz | Roberto Santiago y Ángela Armero | 12 d'octubre de 2021   | 780 000 (6,0%)   |
| 6            | «El lobo»     | Salvador García Ruíz | Roberto Santiago y Ángela Armero | 19 d'octubre de 2021   | 771 000 (5,9%)   |

## Premis i nominacions
| Any  | Premi                                          | Categoria                           | Nominat                | Resultat  | Ref           |
| ---- | ---------------------------------------------- | ----------------------------------- | ---------------------- | --------- | ------------- |
| 2021 | 60è Festival de Televisió de Montecarlo        | Millor sèrie de ficció              | Millor sèrie de ficció | Finalista | [ 10 ] [ 11 ] |
| 2021 | XXVII Premis Cinematogràfics José María Forqué | Millor actriu en sèrie de televisió | Maribel Verdú          | Pendent   | [ 12 ]        |
| 2021 | IX Premis Feroz                                | Millor actriu en sèrie de televisió | Maribel Verdú          | Pendent   | [ 13 ]        |